# Ибрагимов, Магомедясин Абдурагимович
Магомедясин Абдурагимович Ибрагимов (16 февраля 1992) — российский и азербайджанский тхэквондист, призёр чемпионата России.

## Биография
В августе 2008 года в Махачкале стал чемпионом Дагестана. В марте 2009 года одержал победу на первенство Дагестана по тхэквондо среди молодежи 1989-1992 годов рождения. В ноябре 2011 года в финале чемпионата России в Каспийске уступил Алексею Денисенко, став серебряным призёром. С 2013 года представляет Азербайджан. В мае 2013 года завоевал бронзовую медаль на международном турнире «Spanish Open» в Аликанте. В июле 2013 года неудачно выступил на чемпионате мира в мексиканской Пуэбле. В сентябре 2013 года принимал участие на Играх исламской солидарности в Индонезии. В декабре 2015 в Баку стал чемпионом Азербайджана.

## Достижения
- Чемпионат России по тхэквондо 2011 — ;
- Чемпионат Азербайджана по тхэквондо 2015 — ;